# Sturekapellet

Sturekapellet (även kallat Södermalmskapellet) var ett kapell som under sen medeltid stod på Katarina kyrkas plats på Södermalm i Stockholm. Kvartersnamnen Sturen större, Sturen mindre och Sturen minsta samt Kapellgränd påminner fortfarande om byggnaden som revs på 1620-talet.

## Historia

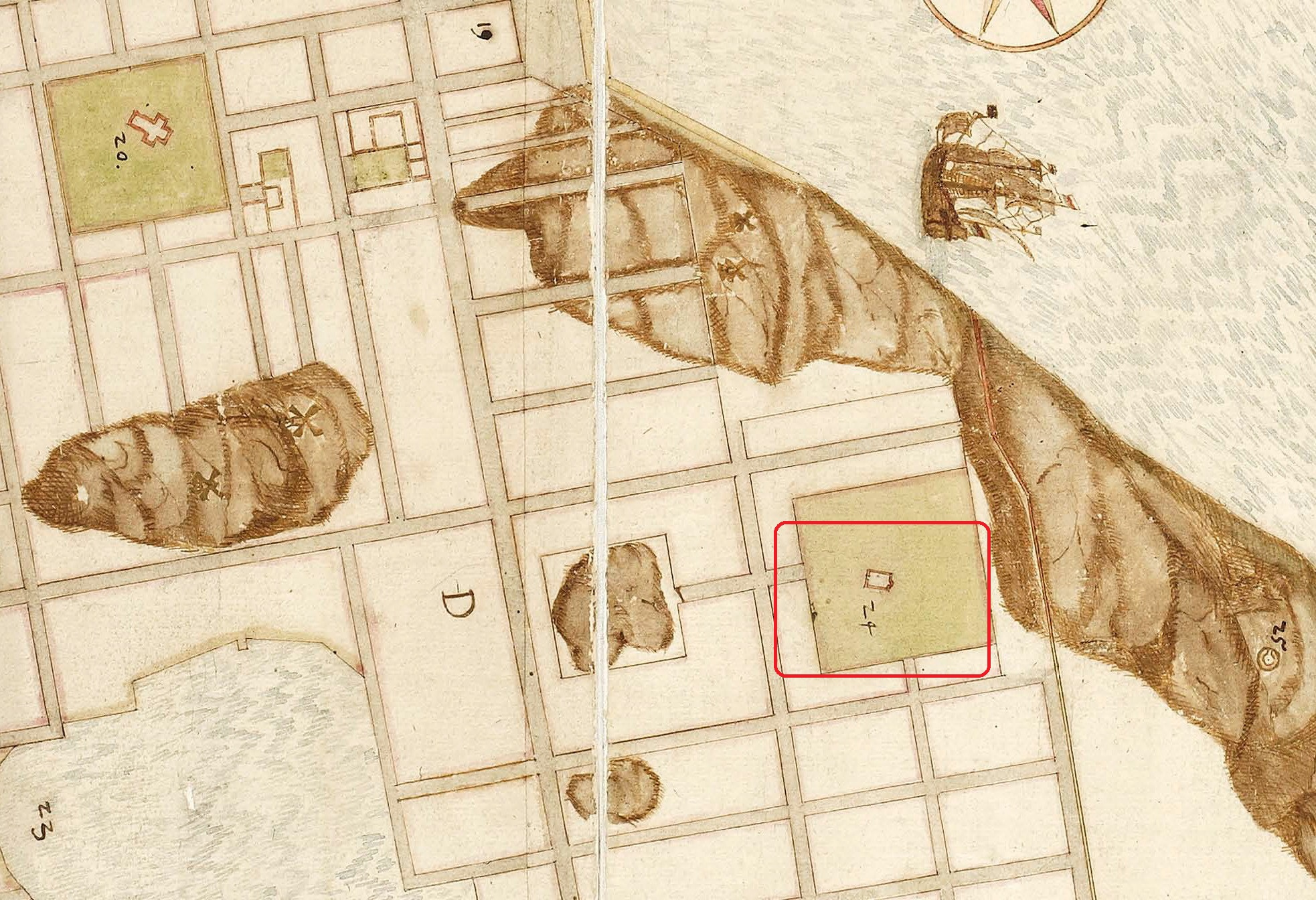
Sturekapellet på en dansk karta över Stockholm från 1640-talet. Nr 24 (i röd ram) anges som ”Sydermalmskapellet”.

På Pelarbackens sluttning mot syd uppfördes ett litet kapell, kallat Helga Kors kapell (förstört i början av 1500-talet). Lite längre österut lät Johan III bygga ett nytt kapell som stod färdig 1590 och kallades “Sturekapellet”.  Namnet “Sturekapellet” skulle påminna om Sten Sture d.y. vars lik hade bränts här på bål efter Stockholms blodbad. I Sturekapellet skall sedan Gustav II Adolf låtit uppsätta en koppartavla med inskrift, innehållande en berättelse om blodbadet.
Enligt lokalhistorikern Frans de Brun är det dock osäkert om föregångaren till Katarina kyrka hade något med Sten Sture att göra. Han resonerar att i ett brev från 1 oktober 1586 där Johan III anordnade bygget av ett kapell talas det bara om ”ett capelle på Södermalm med korsbyggning” och 1588 omnämns ”Capellet på Söder malm”. 1654 talas det emellertid om ”det förfallna Sture-Capellet på Södermalm”. Att kvartersnamnen i trakten bär Sten Stures namn förklarar han med att det vid namngivningen var känt att Sten Stures lik var med bland de kroppar som brändes här år 1520 på Kristian II:s befallning.
På en dansk karta över Stockholm från 1640-talet syns ett kapell mitt på Katarina kyrkas kvadratiska tomt. Enligt beskrivningen på karten (nr. 24) kallades byggnaden Sydermalmskapellet. Kapellet revs på 1650-talet och materialet återanvändes vid bygget av Katarina kyrka som uppfördes åren 1656–1695 på samma plats.